# Manuel Morales Bonilla
Manuel Morales Bonilla (1944?, Ciudad Real - 2013, Ciudad Real) fou un polític de la Unió de Centre Democràtic (UCD) i funcionari que tingué els càrrecs de delegat de l'estat d'educació a Ciudad Real, governador civil de les Illes Balears i secretari de la Conselleria d'Educació de la Comunitat de Castella-la Manxa.
Morales era funcionari del cos tècnic superior de l'administració de l'Estat. El 1979 formà part de la candidatura de la Unió de Centre Democràtic a les eleccions generals per la província de Ciudad Real com a suplent. Fou director provincial d'educació a Ciudad Real des del 1979 fins al 1982. El 1982 fou nomenat governador civil de les Illes Balears, càrrec que només ocupà del setembre al desembre de 1982. El 2009 es jubilà després de 36 anys de feina essent el seu darrer càrrec el de secretari general de la Conselleria d'Educació de la Comunitat Autònoma de Castella-la Manxa.